# النهر المحصن

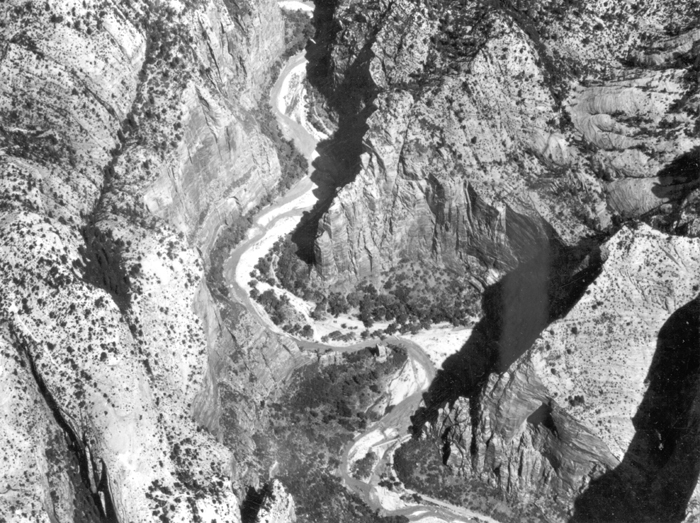
تعرجات راسخة لنهر فيرجن في الطرف العلوي من صهيون كانيون، حديقة صهيون الوطنية ، يوتا.

النهر المحصن أو التيار المحصن، هو نهر أو مجرى ينساب في خندق ضيق أو وادي مقطوع في سهل أو مرتفع نسبيا. بسبب تيارات التعرية الجانبية التي تتدفق على المنحدرات بمرور الوقت تتطور مسار تعرج (نمط يشبه الثعبان) تتشكل التعرجات حيث يكون التدرج نازلا جدا، على سبيل المثال في السهول الفيضية والدلتا. التعرج هو سمة من سمات المسار الأوسط والاخير للنهر ولكن يمكن أيضا العثور على تعرجات عميقة وواسعة للغايه تقطع الصخور الصلبة. تسمى هذه التعرجات بالتعرجات المحززه أو الراسخه لاسيما أن التعرجات الراسخه تتشكل أثناء رفع الأرض حيث يكون النهر فتيا تتسع وتتعمق مع مرور الوقت ويمكن العثور عليها في شكل ممرات عميقه أو أخاديد في الصخور الصلبة   في حالة مجرى أو نهر راسخين غالبا ما يتوقع أن المجرى المائي قد ورث مساره عن طريق الانقطاع إلى حجر الاساس من سهل موجود مسبقا وبتعديل بسيط للمسار الأصلي يمكن أن يكون هبوط نظام النهر نتيجه ليس فقط للارتفاع التكتوني ولكن أيضا لعوامل أخرى مثل قرصنة النهر أو نزول الحمل أو زيادة الجريان السطحي أو تمديد حوض الصرف أو التغيير في مستوى القاعده مثل السقوط في مستوى سطح البحر   المصطلحات العامة لنهر أو مجرى يتدفق في خندق أو وادي ضيق، حيث يمكن ان يكون الدليل على وجود سهل موجود سابقا أو مستوى مرتفع نسبيا إما غائبا أو موجودا إما تعرج الوادي أو الوادي المتعرج مع تفضيل المصطلح الأخير في الأدب 
تعرف التعرجات التي تشكل جزءا من إما نهر راسخ أو وادي متعرج باسم التعرجات المحفوره  يتم تصنيفها بشكل عام إما على أنها متعرجه تامة أو متعرج راسخ لفتره طويله، قيل أن التعرج الداخلي يحدث عندما تكون عملية القطع بطيئه ويمكن أن يتسبب النهر في تآكل جانبي مما يؤدي إلى وادي غير متماثل بالإضافة إلى ذلك قيل أيضًا لفتره طويله أن تعرجًا راسخًا يتشكل عندما يكون هناك شق سريع في قاع النهر بحيث لا تتاح للنهر فرصه تآكل الجانب الجانبي هذا يؤدي إلى وديان متناظره بمظهر يشبه الخانق. ومع ذلك فقد أظهرت دراسات أكثر تفصيلا أن تطور التعرجات الناشبه مقابل التعرجات الراسخه يعتمد على مزيج معقد من العوامل مثل حجر الأساس الصخري والنشاط التكتوني والمناخ. 

## الأسباب
كما لوحظ اعلاه يمكن ان يحدث النهر الراسخ اما بسبب الارتفاع التكتوني في المنطقة أو عند حدوث انخفاض في مستوى سطح البحر كما يمكن أن يكون ناتج عن زيادة مستوى الانحدار أو انهيار البحيرة التي دمرها الركام في اتجاه مجرى النهر أو الاستيلاء على النهر بواسطة نهر آخر علاوة على ذلك يمكن ان تكون عملية تجديد النهر أيضا سببًا في ترسيخ النهر خاصه عندما تحدث العملية بسبب الارتفاع التكتوني يزيد تجديد قوة النهر بالمياه المتدفقة وبالتالي يتم تسريع عملية التاكل
تشير الدراسات إلى أن الحركه التكتونيه وخاصه الحركة المرتبطه بالارتفاع يمكن أن تؤثر على الأنماط المكانيه للتعريه والترسيب على الرغم من صعوبة تقديم معلومات مفصله عن النشاط التكتوني السابق إلا أن المقياس الزماني والمكاني الأساسي يمكن أن يظهر دليلا على كيف تؤدي هذه الحركة إلى تكوين نهر راسخ  استخدم العديد من المؤلفين نهرا راسخا كدليل على الحركه التكتونيه في الماضي وبهذه الطريقة أثبتوا الدور المهم للارتفاعات التكتونية في تكوين نهر راسخ.
استشهدت العديد من الدراسات بالتعرج المحفور سمه رئيسيه لترسيخ النهر كتأثير لتجديد شباب النهر من ناحيه أخرى ويقول العلماء أن محفورة تعرجات وراسخه تعرجات من الميزات شكلت قبل تجديد النهر تحدث التعرجات المحفوره عند قاعده النهر وتحدث عندما ينخفض مستوى قاعدة النهر مما يمنح النهر طاقه كافيه لحدوث التعريه الراسيه تشير بعض الدراسات أيضا إلى أن العوامل البشريه مثل إزالة الغطاء النباتي وتطوير السدود والخزانات والتحضر هي أيضا أسباب ترسيخ الأنهار على سبيل المثال أدى تعدين الحصى على طول النهر الروسي إلى تطوير حفره المدل ريتش والتي أدت بدورها إلى إنشاء النهر الراسخ ووفقا لبوسامينتر في 1950s و 1980s وكان نهر الروسي الحصى حفر وتجفيف الخور ومع ذلك بمرور الوقت أصبح النهر مترسخا بسبب التعدين (ص. 1777).
يؤدي التحضر وإزالة الغطاء النباتي إلى زيادة المياه الجارية مما يؤدي بدوره إلى زيادة حجم المياه، خاصة خلال مواسم الأمطار. لذلك ان زيادة مستوى التعريه الراسيه للنهر تزيد من قوة المياه مما يؤدي إلى تاكل النهر اشارت دراسة لنهر سان بيدرو ونهر اخر في الجنوب الغربي إلى أن الفيضانات كانت السبب الرئيسي لتحصين النهر في القرن الثامن عشر تظهر الدراسة أن زيادة السكان والأنشطة البشرية في هذه الأماكن أدت إلى زيادة الفيضانات وبالتالي زيادة حجم المياه الجارية (هيريفورد 43).

## الآثار المترتبة
يشير روسقن أن عواقب قطعي تسكع ترتبط مع تسارع البنك تيار التاكل وفقدان الأرض والمائيه موطن خساره وكذلك خفض منسوب المياه الجوفيه بالإضافة إلى ذلك وجدت الدراسة أيضًا أن التعرجات المحززة تتسبب أيضًا في فقدان إنتاجية الأرض والترسيب في اتجاه مجرى النهر (ص. 2). من المحتمل أن تؤثر العوامل ليس فقط على التنمية الاقتصاديه على الأرض التي تمر فيها ولكنها أيضا مكلفه للغايه عند بدء الاستعادة يحدث تحصن النهر بسبب امتلاك المياه القدرة على إحداث تآكل في قاع النهر أظهرت هذه السرعه المتزايده تأثيرا سلبياعلى موطن النهر بسبب زيادة تآكل المنطقة على سبيل المثال كشفت دراسه أجراها سايمون أن شق القناه هو سمة رئيسيه للأنهار الراسخه ويؤثر على المتغيرات في النباتات النهريه ونمو الأسماك في المناطق (ص. 528). يعني خفض القنوات أن مستوى المياه الجوفيه قد انخفض أيضا على وجه التحديد فإن تطوير النهر الراسخ يقلل من كمية المياه الجوفيه بسبب فقدان المياه من خلال التسرب  حركة المستوى الأساسي تغير الروافد وترسيخ قناه رافده كشفت الدراسات التي أجريت على الأنهار المختلفه أن عملية ترسيخ الأنهار ارتبطت بتعديل مواقع النهر من خلال تآكل الضفاف، فضلاً عن الاتساع.

## استعادة النهر
يتسبب ترسيخ الأنهار في آثار سلبيه مثل تآكل ضفاف النهر المتسارع وفقدان الأراضي وفقدان الموائل المائيه وفقدان إنتاجية الأرض وانخفاض منسوب المياه الجوفيهوترسيب مجرى النهر ومع ذلك من أجل تعويض هذه المشاكل تتوفر تدابير ترميم القناه التي تركز على استعادة النهر في الأصل أو على خصائصه السابقه على الرغم من تحقيق نتائج جيده فإن الفهم الجيد لأنماط الأنهار وملف القنوات المستقره يعد مطلبًا بالغ الأهمية تحتاج العملية أيضا إلى إجراء مفصل يجب اتباعه لضمان اتباع جميع العوامل والإجراءات المهمة تم تنفيذ العديد من المشاريع في جميع أنحاء العالم التي تنطوي على استعادة الأنهار وخير مثال على هذه المشاريع ماجي كريك نيفادا تم الانتهاء من المشروع في عام 1990 في الجزء العلوي من ماقي كريك في ولاية نيفادا لقد كانت شراكه بين الحكومة ومزرعه خاصه وتضمن المشروع تسويه العديد من الأميال من طبقة الحصى غير المستقره التي تعتبر من النوع C4 / D4.